# Fromage au lait cru

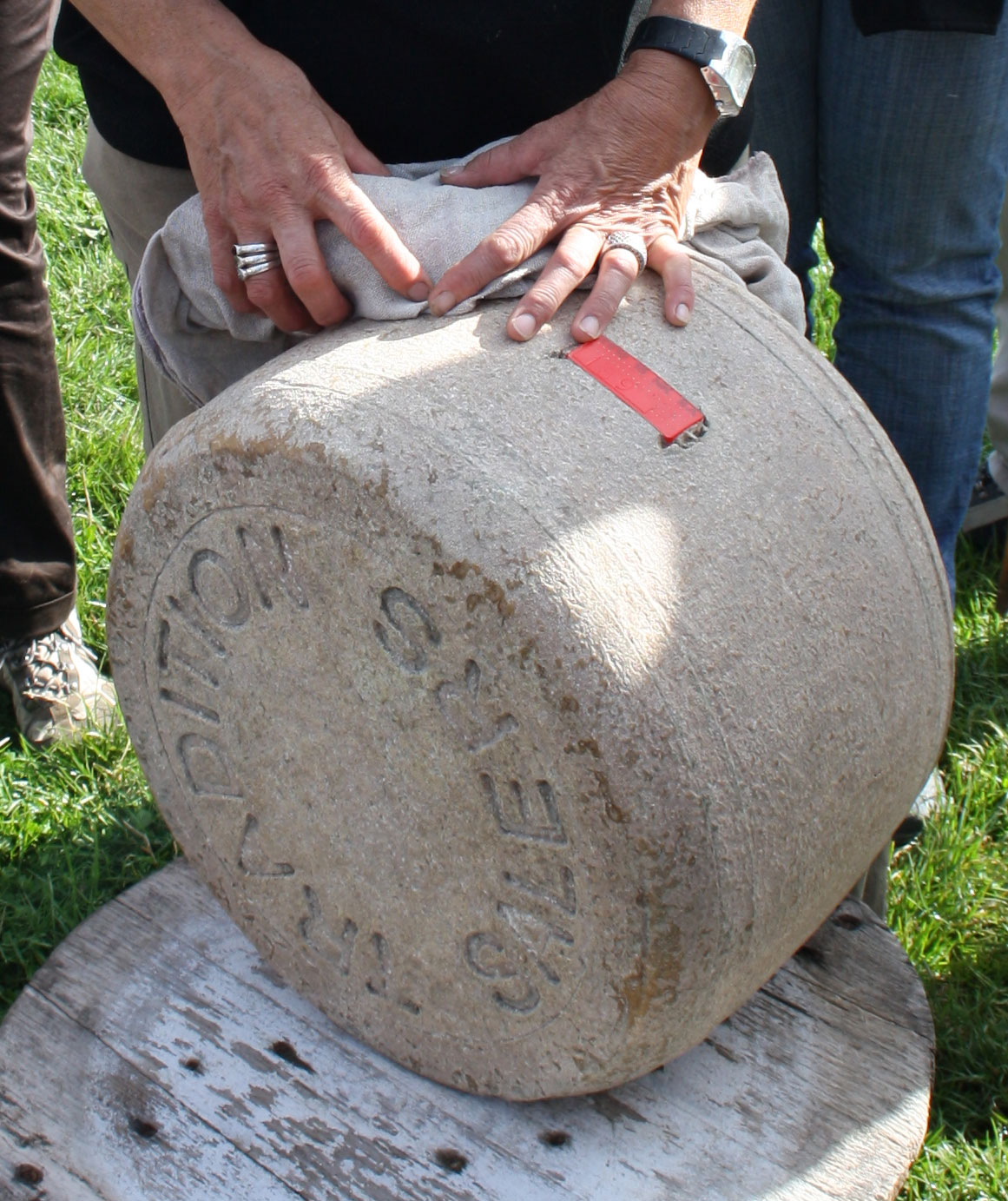
Fourme de salers exclusivement au lait cru de vache

Un fromage au lait cru est un fromage élaboré à partir de lait cru dont la flore et les systèmes enzymatiques très diversifiés (le microbiote) jouent un rôle complexe durant la transformation et la maturation. Par ce fait, une grande variété de goûts caractérise ce type de fromages.
Au sein de l'Union européenne, les protections d'appellations comme l'indication géographique protégée ou l'appellation d'origine protégée sont les seuls remparts contre les pressions d'industriels souhaitant la généralisation du fromage au lait pasteuriséInterprétation abusive ?, plus approprié à la grande distribution (durée de conservation, législation étrangère).

## Productions internationales de fromage au lait cru

### Belgique
En avril 2015, la dernière exploitation à fabriquer du fromage de Herve au lait cru voit sa production intégralement saisie à titre conservatoire sur demande de l'AFSCA en raison d'une détection de Listeria monocytogenes. À la suite de cette saisie, un mouvement populaire s'engage pour défendre l'activité,.
En 2017, le nombre de producteurs wallons de fromage au lait cru a considérablement augmenté et on dénombre une centaine en Région wallonne. Le second concours du meilleur fromage fermier au lait cru de Wallonie organisé l'année suivante rassemble quelque 150 produits.

### France

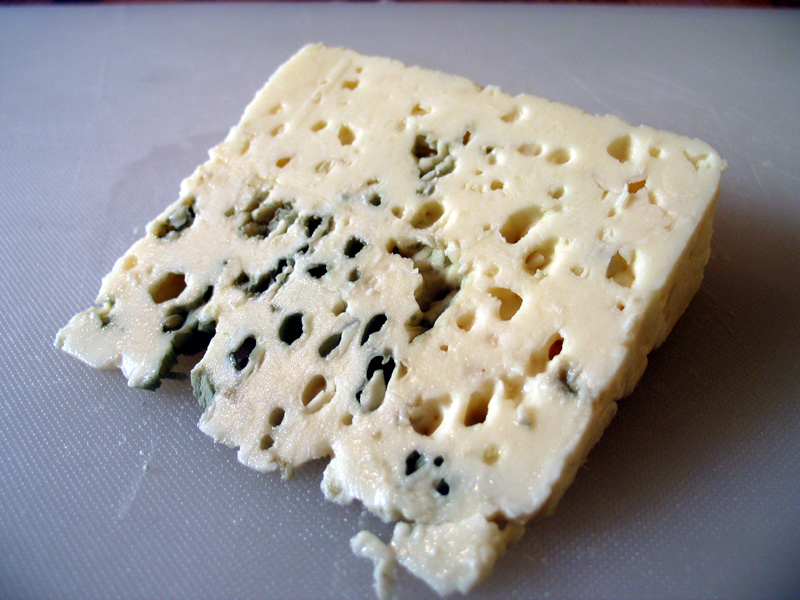
Roquefort: de gros volumes de production et que du lait cru de brebis

En ce qui concerne les productions ménagères de fromage au lait cru, il n'y a pas de statistiques.
En hausse, malgré le retrait de l'agroindustriel Lactalis des productions AOP camembert de Normandie, la production commercialisée des fromages au lait cru représente 15 % (soit 176 656 tonnes) de la production totale de fromage en 2009. En 2011 la fabrication des fromages au lait cru marque le pas et représente +9.5%, soit 184 840 tonnes de fromages au lait cru fabriqué en 2011.

### Suisse
En Suisse 65 à 70 % des fromages produits sont au lait cru.

## Différentes législations nationales statuant la commercialisation du fromage au lait cru
Les législations sur le commerce du fromage au lait cru varient à travers le monde et même à l'intérieur d'un même pays.

### Afrique et Asie
Aucune loi n’encourage ou ne restreint la consommation de fromage de lait cru[réf. nécessaire].

### Amérique

#### Canada
Seuls les fromages de lait cru affinés au moins 60 jours peuvent être commercialisés. Au Québec, depuis 2008, le législateur permet un vieillissement plus court sous certaines conditions.
Santé Canada met en garde les femmes enceintes et les personnes immunodéprimées contre les risques des fromages au lait cru et de certains autres fromages.

### Australie
Le fromage au lait cru y est interdit à la vente. Toutefois, récemment, des fromages (roquefort, etc.) y ont été tolérés[réf. nécessaire].

## Liste non exhaustive de fromages au lait cru
Certaines appellations ou marques commerciales désignent des fromages élaborés exclusivement à partir de lait cru. Ces cas peuvent exister quand l'appellation est officialisée et protégée (AOP, IGP, etc.) et qu'un cahier des charges lui est attachée.
Quand il n'y a pas de protection d'appellation ou quand le fromage n'est qu'une spécialité commerciale, l'emploi de lait cru dépend des choix faits par le fromager (éleveur, artisan, industriel). Dans ce cas, un même fromage peut exister sous forme crue, pasteurisée, thermisée, microfiltrée, voir, ultrafiltrée.

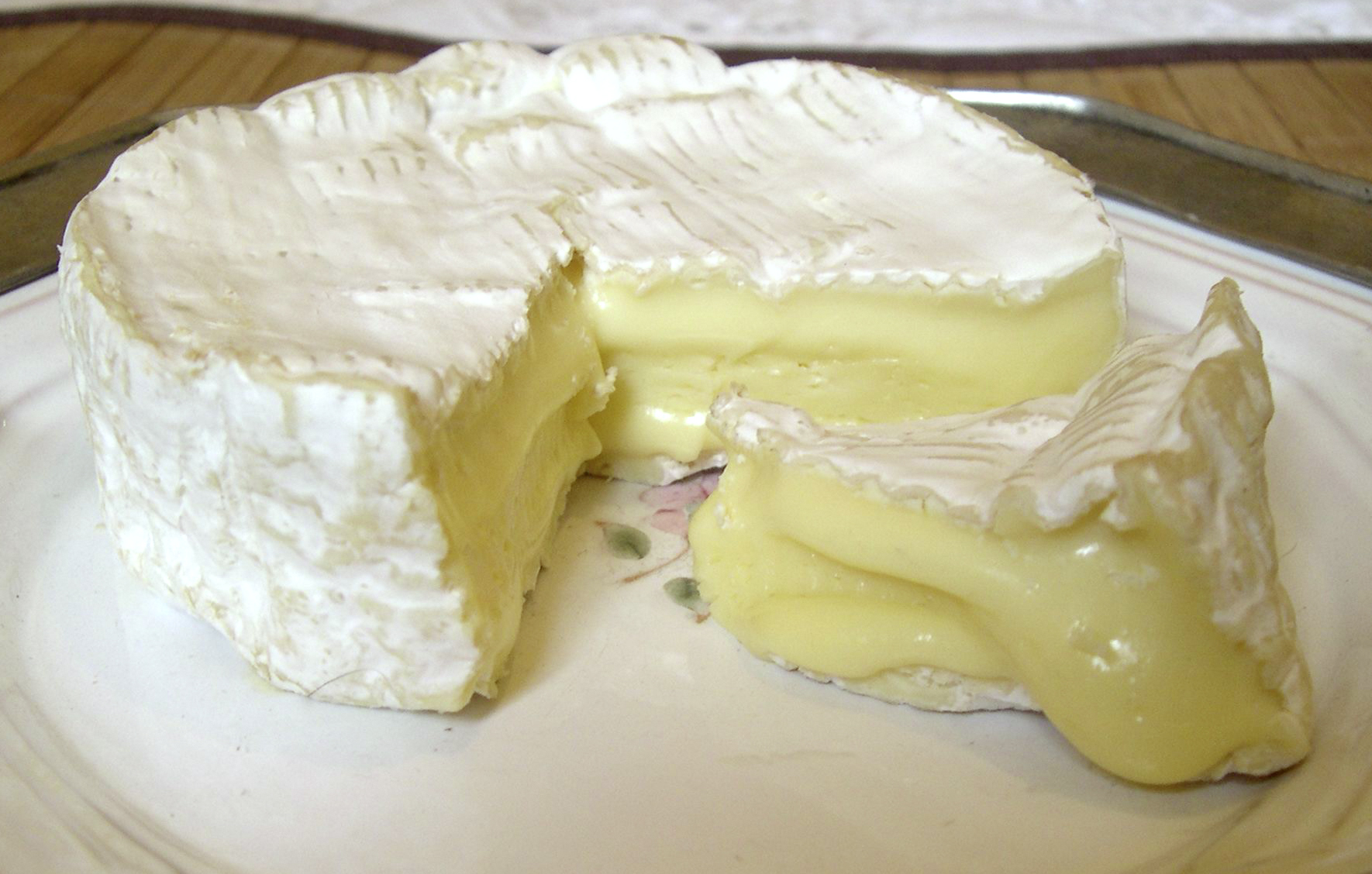
Camembert de Normandie: lait pasteurisé proscrit

- Les marques commerciales ou les appellations fromagères de la liste suivante peuvent être suivis des mentions :
  - « (cru exclusivement) » auquel cas, ils n'existeront pas sous une autre forme ;
  - « (cru ponctuellement) » auquel cas, ils existeront sous une forme crue mais aussi pasteurisée, thermisée ou microfiltrée.

- En Allemagne
  - Allgäuer Emmentaler (cru exclusivement)

- En Autriche
  - Vorarlberger Bergkäse (cru exclusivement)

- Au Canada
  - Lechevalier-Mailloux, marque commerciale, (cru exclusivement)
  - Pied-De-Vent, marque commerciale, (cru exclusivement)
  - Le Cru du Clocher

- En Espagne
  - Afuega'l pitu, (cru ponctuellement)
  - Cabrales (cru exclusivement)
  - Casín (cru exclusivement)
  - De bota o de vexiga (cru eclusivement)
  - De la Serena, (cru exclusivement)
  - Gamonéu, (cru exclusivement)
  - Idiazábal (cru exclusivement)
  - Los Beyos, (cru ponctuellement)
  - Los Pedroches, marque commerciale, (cru exclusivement)
  - Maó (cru exclusivement)
  - Nata de Cantabria, (cru ponctuellement)
  - Peñamellera (cru ponctuellement)
  - Picón Bejes-Tresviso (cru exclusivement)
  - Queso de servilleta, (cru ponctuellement)
  - Quesucos de Liébana (cru exclusivement)
  - Roncal, (cru exclusivement)
  - Torta del Casar, (cru exclusivement)
  - Tronchón

- En France
  - Abondance (cru exclusivement)
  - Banon (cru exclusivement)
  - Beaufort (cru exclusivement)[11]
  - Bleu de Gex (cru exclusivement)[12]
  - Brie de Melun (cru exclusivement)
  - Brie de Meaux (cru exclusivement)
  - Cabécou de Rocamadour (cru exclusivement)
  - Camembert de Normandie (cru exclusivement)[13]
  - Charolais (cru exclusivement)
  - Chèvre du Mont-Ventoux, marque commerciale, (cru exclusivement)
  - Comté (cru exclusivement)[14]
  - Crottin de Chavignol (cru exclusivement)[15]
  - Le Fédou, marque commerciale, (cru exclusivement)
  - Le Figou, marque commerciale, (cru exclusivement)
  - Le Saint Mont des Alpes, marque commerciale, (cru exclusivement)
  - Le Velay, marque commerciale, (cru exclusivement)
  - Gruyère (France) (cru exclusivement)[16]
  - Laguiole (cru exclusivement)[17]
  - Mâconnais (cru exclusivement) [18]
  - Maroilles (cru ponctuellement)
  - Mont d'Or (français) dit aussi vacherin du Haut-Doubs (cru exclusivement)[19]
  - Morbier (cru exclusivement)[20]
  - Mousseron Jurassien, marque commerciale, (cru exclusivement)
  - Pélardon (cru exclusivement)[21]
  - Picodon (cru exclusivement)[22],
  - Pérail (cru ponctuellement)
  - Reblochon ou reblochon de Savoie (cru exclusivement) [23]
  - Roquefort (cru exclusivement)[24]
  - Salers (cru exclusivement)[25]
  - Tome des Bauges (cru exclusivement)

- En Italie
  - Fontina val d'Aosta (cru exclusivement)

- Au Royaume-Uni
  - Bonchester (cru ponctuellement)
  - Cheddar (cru ponctuellement)
  - Dunlop (cru exclusivement)
  - Lincolnshire Poacher (cru exclusivement)
  - Newport 1665 (cru exclusivement)
  - Stichelton (cru exclusivement)
  - Swaledale cheese (cru exclusivement)
  - Waterloo cheese (cru exclusivement)

- En Suisse
  - Appenzeller (cru exclusivement)
  - Arpitan (cru exclusivement)
  - Bagnes (cru exclusivement)
  - Berner Alpkäse (cru exclusivement)
  - Bloderkäse-Sauerkäse (cru exclusivement)
  - Chaux d'Abel (cru exclusivement)
  - Emmentaler (cru exclusivement)
  - L'Etivaz (cru exclusivement)
  - Formaggio d'alpe ticinese (cru exclusivement)
  - Gros-de-Vaud (cru exclusivement)
  - Gruyère (suisse) (cru exclusivement)
  - Jura (cru exclusivement)
  - Raclette du Valais (cru exclusivement)
  - Sbrinz (cru exclusivement)
  - Sérac (fromage) (cru ponctuellement)
  - Tête de Moine (cru exclusivement)
  - Tilsit (cru ponctuellement)
  - Tomme vaudoise (cru ponctuellement)
  - Vacherin fribourgeois (cru ponctuellement)

- Aux Pays-Bas
  - Boerenkaas (cru exclusivement)

## Fromage au lait cru et grossesse

### Suisse
Selon l'Office fédéral de la santé publique en Suisse, le lait cru non bouilli, la crème crue ou pasteurisée, de même que les fromages à pâte molle ou mi-dure à base de lait cru ou pasteurisé, sont à éviter durant la grossesse. Ainsi que tous les fromages à pâte persillée, les fromages frais en portions, les mozzarellas, et la feta pasteurisée ou crue. Il s'agit également d'aliments déconseillés avant les 5 ans de l'enfant.